# Archidiocèse de Prague
L'archidiocèse de Prague (tchèque : Arcidiecéze pražská, latin : Archidioecesis Pragensis), anciennement le diocèse de Prague, est un archidiocèse catholique romain en République tchèque. Le siège archiépiscopal se trouve à Prague.

## Histoire
Le diocèse a été fondé en 973 sous le nom de diocèse de Prague, grâce aux efforts conjoints du duc Boleslav II de Bohême et des empereurs Otto Ier et Otto II. Il était suffragant de l'archidiocèse métropolitain de Mayence (Mayence, Allemagne, également électorat de Mayence).
Il perd des territoires en 1000 pour établir le diocèse de Wrocław (Breslau, en Silésie, aujourd'hui en Pologne) et en 1063 pour établir le diocèse d'Olomouc (Olmütz, en Moravie, aujourd'hui également archidiocèse).
Il a été élevé au rang d'archidiocèse métropolitain de Prague le 30 avril 1344, après avoir perdu à nouveau des territoires au profit du diocèse de Litomyšl (it) (Leitomischl, en Bohême). Les premiers statuts officiels datent de 1349 et intègrent le Manipulus florum de Thomas d'Irlande.
En 1474, le diocèse de Litomyšl, qui avait été supprimé, reprend du terrain.
Perte de territoires à plusieurs reprises : en 1655 pour établir le diocèse de Litoměřice (it), en 1664 pour constituer celui de Hradec Králové (it), en 1785 pour installer le diocèse de České Budějovice, et en 1993 pour établir celui de Plzeň (it), tous les quatre de Bohême et ses suffragants.
Il a reçu plusieurs visites du pape Jean-Paul II (1990, 1995 et 1997) et du pape Benoît XVI en septembre 2009.
Jan Graubner en est l'archevêque depuis 2022. 

## Territoire
L'archidiocèse comprend une partie de la région tchèque de Bohême-Centrale.
Le siège archiépiscopal a comme église à Prague la cathédrale Saint-Guy.
Le territoire est divisé en 146 paroisses. 

### Articles liés
- Liste des évêques et archevêques de Prague
- Église catholique en Tchéquie